# العلاقات السيشلية الغرينادية
العلاقات السيشلية الغرينادية هي العلاقات الثنائية التي تجمع بين سيشل وغرينادا.

## مقارنة بين البلدين
هذه مقارنة عامة ومرجعية للدولتين:
| وجه المقارنة                                              | سيشل                                                | غرينادا                                |
| --------------------------------------------------------- | --------------------------------------------------- | -------------------------------------- |
| المساحة (كم2)                                             | 459                                                 | 348                                    |
| عدد السكان (نسمة)                                         | 95.84 ألف                                           | 107.83 ألف                             |
| الكثافة السكانية (ن./كم²)                                 | 20.88 ألف                                           | 30.99 ألف                              |
| العاصمة                                                   | فيكتوريا                                            | سانت جورجز                             |
| اللغة الرسمية                                             | لغة فرنسية، لغة إنجليزية، اللغة الكريولية السيشيلية | لغة إنجليزية، إنكليزية غرنادة المولدة ‏ |
| العملة                                                    | روبية سيشلية                                        | دولار شرق الكاريبي                     |
| الناتج المحلي الإجمالي (بليون دولار)                      | 1.49 مليار                                          | 1.12 مليار                             |
| الناتج المحلي الإجمالي (تعادل القوة الشرائية) بليون دولار | 2.54 مليار                                          | 1.45 مليار                             |
| الناتج المحلي الإجمالي الاسمي للفرد دولار أمريكي          | 15.48 ألف                                           | 9.21 ألف                               |
| الناتج المحلي الإجمالي للفرد دولار أمريكي                 | 26.42 ألف                                           | 12.43 ألف                              |
| مؤشر التنمية البشرية                                      | 0.772                                               | 0.750                                  |
| رمز المكالمات الدولي                                      | +248                                                | +1473                                  |
| رمز الإنترنت                                              | .sc                                                 | .gd                                    |
| المنطقة الزمنية                                           | ت ع م+04:00                                         | 00                                     |

## منظمات دولية مشتركة
يشترك البلدان في عضوية مجموعة من المنظمات الدولية، منها:
| علم المنظمة | اسم المنظمة                                 | تاريخ انضمام سيشل | تاريخ انضمام غرينادا |
| ----------- | ------------------------------------------- | ----------------- | -------------------- |
|             | تحالف الدول الجزرية الصغيرة                 | ?                 | ?                    |
|             | الاتحاد البريدي العالمي                     | ?                 | ?                    |
|             | يونسكو                                      | 18 أكتوبر 1976    | 17 فبراير 1975       |
|             | البنك الدولي للإنشاء والتعمير               | 29 سبتمبر 1980    | 27 أغسطس 1975        |
|             | وكالة ضمان الاستثمار متعدد الأطراف          | 15 سبتمبر 1992    | 12 أبريل 1988        |
|             | دول الكومنولث                               | 1976              | ?                    |
|             | الاتحاد الدولي للاتصالات                    | 17 سبتمبر 1999    | 17 نوفمبر 1981       |
|             | منظمة الشرطة الجنائية الدولية               | 1 سبتمبر 1977     | ?                    |
|             | مؤسسة التمويل الدولية                       | 11 يونيو 1981     | 28 أغسطس 1975        |
|             | الأمم المتحدة                               | 21 سبتمبر 1976    | 17 سبتمبر 1974       |
|             | مجموعة دول أفريقيا والكاريبي والمحيط الهادئ | ?                 | ?                    |
|             | منظمة حظر الأسلحة الكيميائية                | 29 أبريل 1997     | ?                    |
|             | المركز الدولي لتسوية المنازعات الاستشارية   | 19 أبريل 1978     | 23 يونيو 1991        |